# Tauragė
Tauragė coneguda per diversos noms estrangers, és una ciutat industrial de Lituània, i la capital del comtat de Tauragė. Tauragė s'estén a la riba del riu Jūra, prop de la frontera amb la regió russa de Kaliningrad, i no gaire lluny de la costa del mar Bàltic.

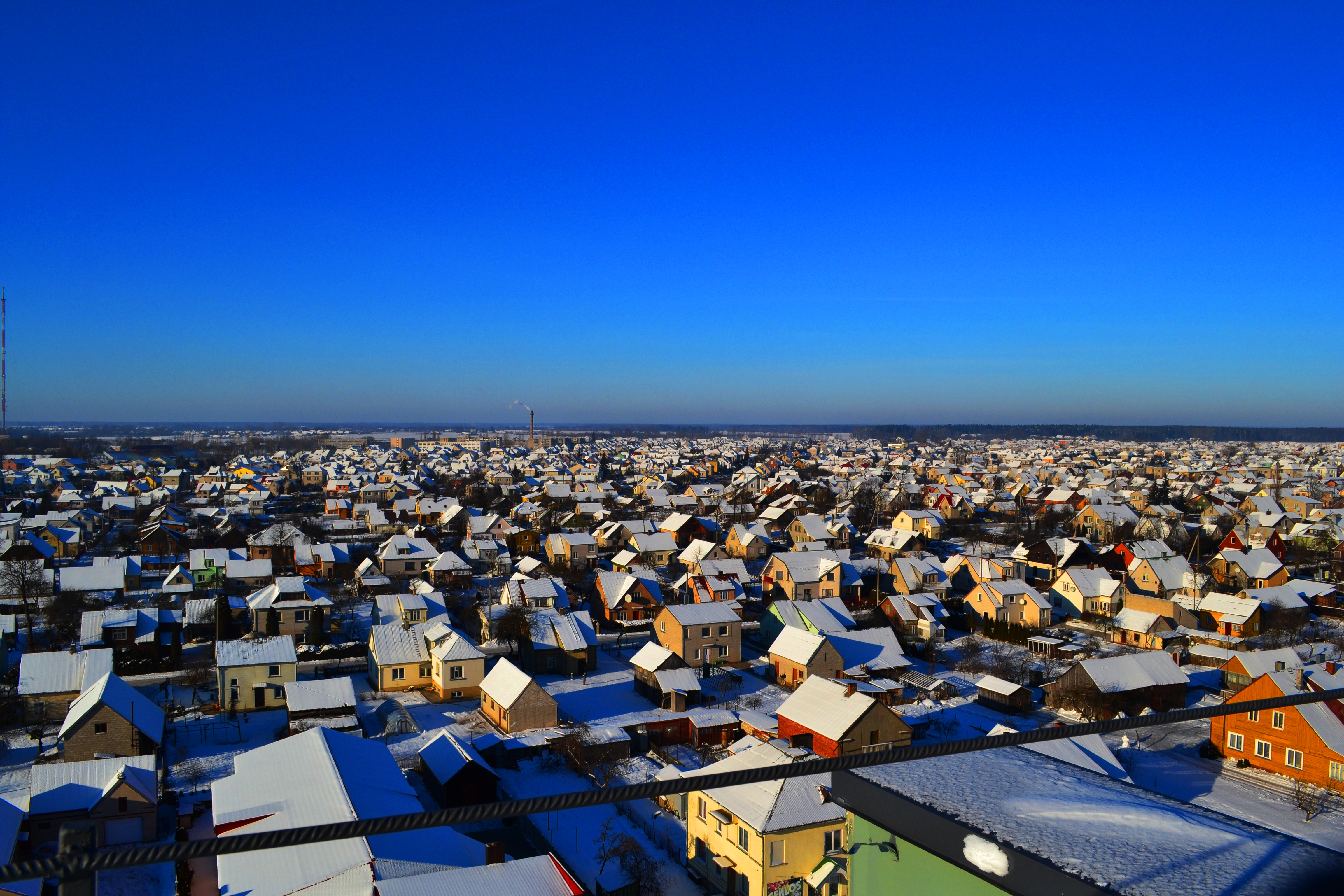
Vista de la ciutat

Tauragė va rebre la consideració de ciutat del 1932 (encara que algunes fonts apunten que va ser el 1924) i el seu escut (una corneta de caça de plata sobre un camp vermell) el 1997. Entre els edificis més destacables de la ciutat hi ha el palau neogòtic dels Radziwiłł, el castell (que actualment acull una escola i el museu regional de Santaka) i diverses esglésies: una de luterana (construïda el 1843), una d'ortodoxa (1853) i una de catòlica (1904).
De la ciutat també destaca una fàbrica de manufactura de ceràmica.